# Sępolia fiołkowa

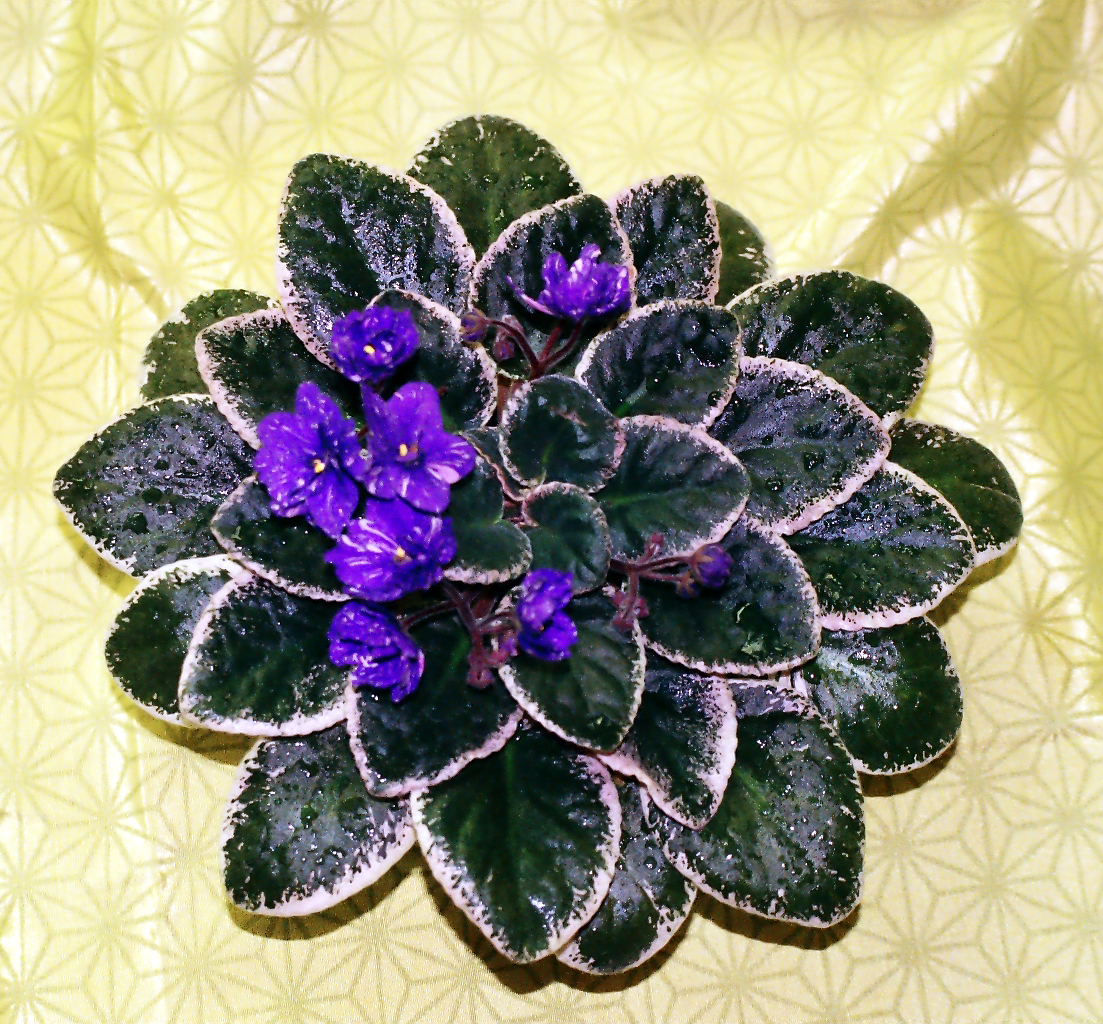
'Funambule'

Sępolia fiołkowa (Saintpaulia ionantha), zwyczajowo nazywana fiołkiem afrykańskim lub saintpaulią – gatunek rośliny wieloletniej z rodziny ostrojowatych. Nazwa fiołek jest nieprawidłowa – sępolia fiołkowa należy do zupełnie innej rodziny, niż fiołek. Pochodzi z Tanzanii w południowej Afryce. Odkryta została w końcu XIX w. Łacińską nazwę rodzajową otrzymała na cześć swojego odkrywcy – barona Waltera von Saint Paul-Illaire. Jest jedną z najbardziej popularnych roślin doniczkowych uprawianych w naszych mieszkaniach.

## Morfologia
ŁodygaOd 15 cm w zależności od odmiany.
LiścieGrube, owłosione, okrągłe z lekko karbowanymi brzegami na krótkich owłosionych ogonkach tworzą rozety, koloru zielonego do ciemnozielonego z niebieskim lub czerwonym nalotem – spodnia strona liści oraz ogonki mogą mieć kolor czerwony.
KwiatyBarwa od białej do różowej, niebieskie poprzez różne odcienie fioletu do czerwonych, istnieją odmiany dwukolorowe z żółtymi środkami; zebrane na łodyżkach wzniesionych nad liście w kwiatostanach groniastych.

## Zastosowanie i uprawa
Roślina ozdobna: Wiele odmian uprawia się jako rośliny doniczkowe. Kwitnie przez cały rok, najobficiej latem.
Podłoże. Najlepsza jest ziemia torfowa.
Oświetlenie. Potrzebuje dobrze naświetlonych miejsc, w mieszkaniu powinna być trzymana na parapetach okiennych.
Temperatura. Minimalna temperatura dla rośliny to +12 °C.
Wilgotność i podlewanie. Wymaga stałej wilgotności, ale bardzo źle toleruje nadmiar wody. Należy ją podlewać co najmniej 2 razy w tygodniu, ale wodę nalewać najlepiej do podstawki. Lubi powietrze wilgotne, źle jednak znosi spryskiwanie.
Rozmnażanie. Najlepiej z sadzonek liściowych z ogonkiem, które ukorzenia się późną wiosną w temperaturze ok. 21 °C. Możliwe jest rozmnażanie z nasion (kiełkują w temp. 18-21 °C), ale powstałe z nich rośliny nie zachowują cech odmiany, z której pochodzą nasiona.
Pielęgnacja Należy przesadzać do większych doniczek, gdyż roślina nadmiernie się zagęści, a jej liście zdrobnieją. Do przesadzania używać doniczki tylko o jeden nr większej – w zbyt dużych doniczkach słabo kwitnie. Najlepsze są niskie i płaskie pojemniki, gdyż roślina ma płytki system korzeniowy.